# Phúc Kiến Thổ Lâu
Phúc Kiến Thổ Lâu (tiếng Trung: 福建土楼; nghĩa đen 'Tòa nhà bằng đất Phúc Kiến') là các nhà ở xây bằng đất nện của người Khách Gia ở vùng núi phía đông nam tỉnh Phúc Kiến, Trung Quốc. Hầu hết các công trình này được xây dựng từ thế kỷ 12 đến 20.
Một thổ lâu là một cấu trúc lớn bằng đất, có hình dạng phổ biến là tròn hoặc chữ nhật, với những bức tường có độ dày rất lớn cao từ ba đến năm tầng và bên trên cùng lợp ngói. Một thổ lâu có sức chứa có thể lên tới 800 người. Bên trong những bức tường dày này là những sảnh, nhà kho, giếng và khu vực sinh hoạt, toàn bộ cấu trúc giống như một thành phố pháo đài nhỏ.
Những bức tường được tạo bằng cách trộn đất nện với đá, tre, gỗ hoặc các vật liệu có sẵn khác để tạo thành những bức tường dày đến 6 foot (1,8 m). Cành cây, gỗ và tre thường được đặt sâu trong tường giúp gia cố. Kết quả là, một tòa nhà lấy ánh sáng tốt, thông gió, chống gió, động đất, ấm áp về mùa đông và mát mẻ về mùa hè. Thổ lâu Phúc Kiến thường chỉ có một cổng chính được che chắn bởi bốn cánh cửa gỗ dày từ 4–5 inch-thick (100–130 mm), được gia cố bên ngoài thêm các tấm thép. Tầng cao nhất của thổ lâu có những lỗ súng nhằm mục đích phòng thủ.
Hầu hết các thổ lâu tại Phúc Kiến ngoại trừ ở Hoa An tập trung trong một khu vực địa lý tương đối nhỏ giữa Vĩnh Định và Nam Tĩnh. Chúng được quản lý như là một địa điểm du lịch gọi là Thắng cảnh Thổ lâu Nam Tĩnh, với lối vào ở thị trấn Thư Dương. Tổng cộng có 46 thổ lâu ở Phúc Kiến đã được UNESCO công nhận là Di sản thế giới vào tháng 7 năm 2008 như là "ví dụ đặc biệt về truyền thống xây dựng và minh họa chức năng cho một kiểu tổ chức sinh hoạt và phòng thủ chung trong mối quan hệ hài hòa với môi trường". Một số cụm thổ lâu nổi tiếng có thể kể đến Thổ lâu Sơ Khê, Điền Loa Khanh, Hà Khanh, Cao Bắc, Đại Địa, Hồng Khanh, Dụ Xương, Thừa Khải, Chấn Thành, Tập Khánh.

## Thuật ngữ
Từ những năm 1980, Phúc Kiến thổ lâu đã được nhiều người gọi là "Khách Gia thổ lâu", "nhà ở đất", "nhà lớn dạng tròn" hay đơn giản là "thổ lâu". Thổ lâu (土樓) dịch theo nghĩa đen có nghĩa là cấu trúc bằng đất. Phúc Kiến thổ lâu có nghĩa là cấu trúc bằng đất ở Phúc Kiến. Các học giả và kiến trúc Trung Quốc đã tiêu chuẩn hóa thuật ngữ Phúc Kiến Thổ lâu.
Các ấn phẩm đầu tiên về Thổ lâu xuất hiện trong một tạp chí của Viện Công nghệ Nam Kinh năm 1957 đã nói về Thổ lâu như là nhà của người Khách Gia chủ yếu nằm ở Vĩnh Định, tây nam Phúc Kiến. Tuy nhiên, đến thập niên 1980, một lượng nghiên cứu đáng kể cũng đã được công bố về những thổ lâu của người Khách Gia và nhóm các dân tộc khác ở Nam Phúc Kiến, được gọi là người Mân Nam. Chúng chủ yếu được tìm thấy ở đông Vĩnh Định, đặc biệt là Nam Tĩnh và Bình Hòa.

## Đặc điểm
Các thổ lâu nằm trong danh sách di sản thế giới đều là các thổ lâu được xây dựng trên diện tích lớn, bao gồm các tòa nhà xây bằng đất nện quây thành hình vuông hoặc hình tròn với hướng mở quay vào trong, tạo thành một khối kiến trúc vừa thích hợp làm nhà ở cho nhiều gia đình, vừa thích hợp để phòng thủ chống trộm cướp. Tường đất của các thổ lâu này có thể dày tới gần 2 mét, thổ lâu có thể có từ 3 đến 5 tầng với tầng trên cùng lợp ngói, các thổ lâu lớn có thể là chỗ ở cho 80 gia đình.
Ở giữa thổ lâu thường là một sân trời có giếng nước, chỗ thờ cúng tổ tiên và là nơi tổ chức các hoạt động cộng đồng như hiếu, hỉ. Các gia đình ở trong cùng một thổ lâu thường ít có sự phân biệt về mặt địa vị xã hội hay của cải, tất cả các căn hộ trong thổ lâu được xây dựng giống nhau, các tài sản chung như giếng nước, cây trái trong thổ lâu cũng thường được coi là tài sản chung chứ không thuộc về một gia đình nhất định nào. Sự bình đẳng trong quan hệ này cùng kiến trúc thuận lợi cho phòng thủ giúp cho các thổ lâu dễ dàng hơn trong việc chống lại nạn trộm cướp hoành hành ở miền Nam Trung Quốc.

## Hình ảnh

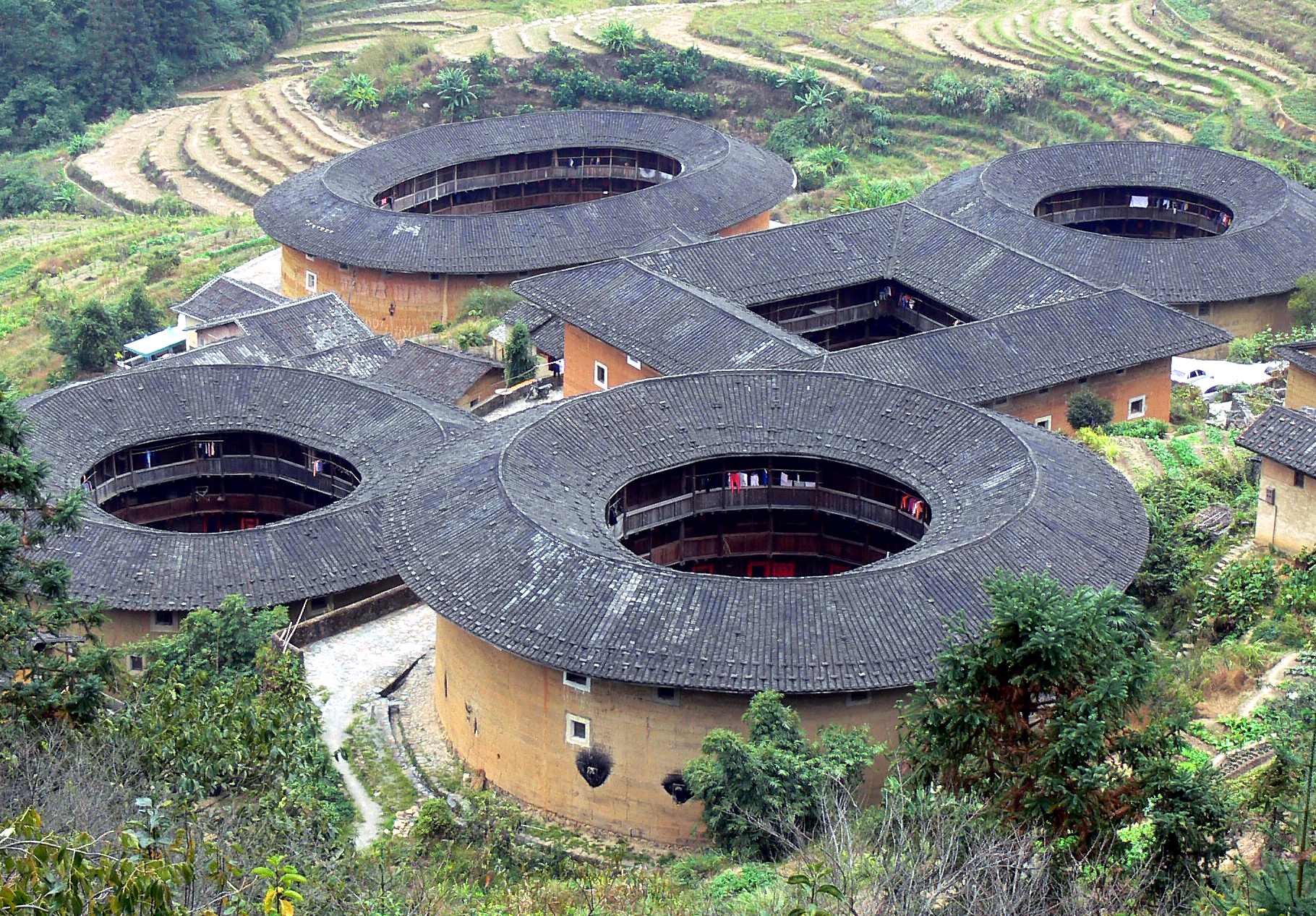
Thổ lâu Điền Loa Khanh
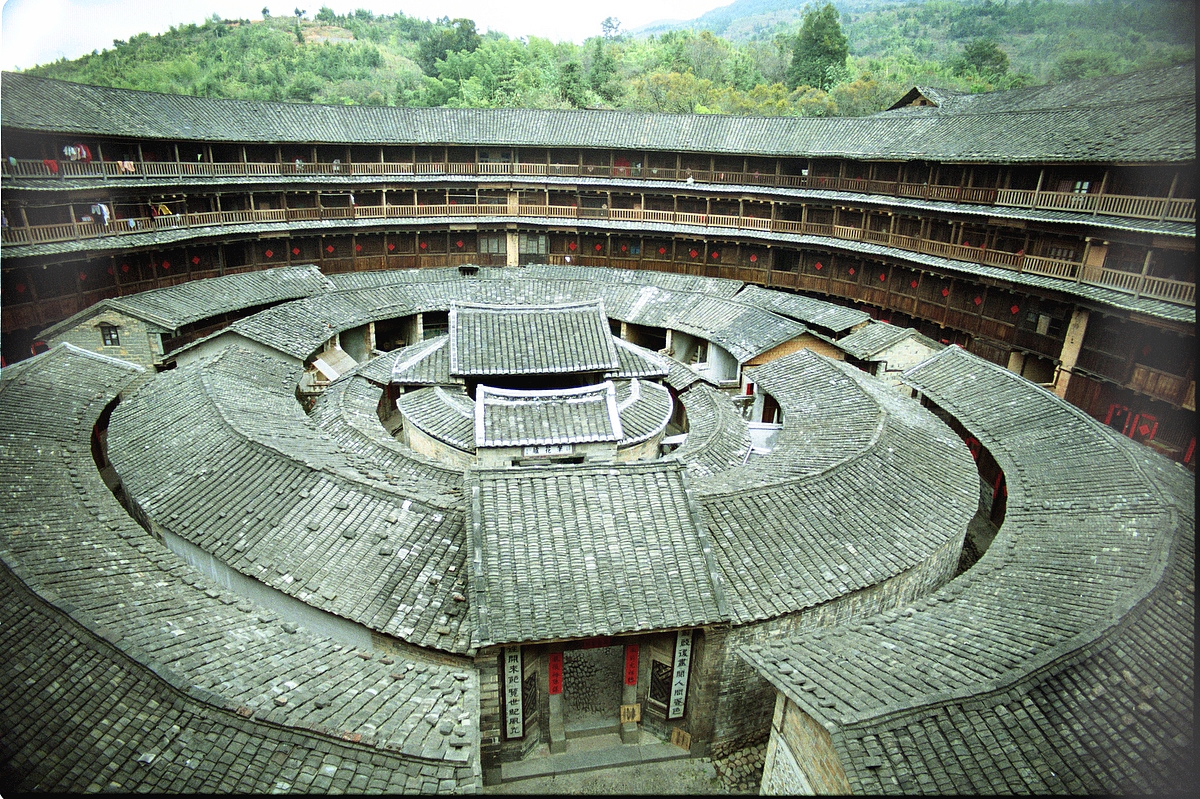
Thổ lâu Thừa Khải
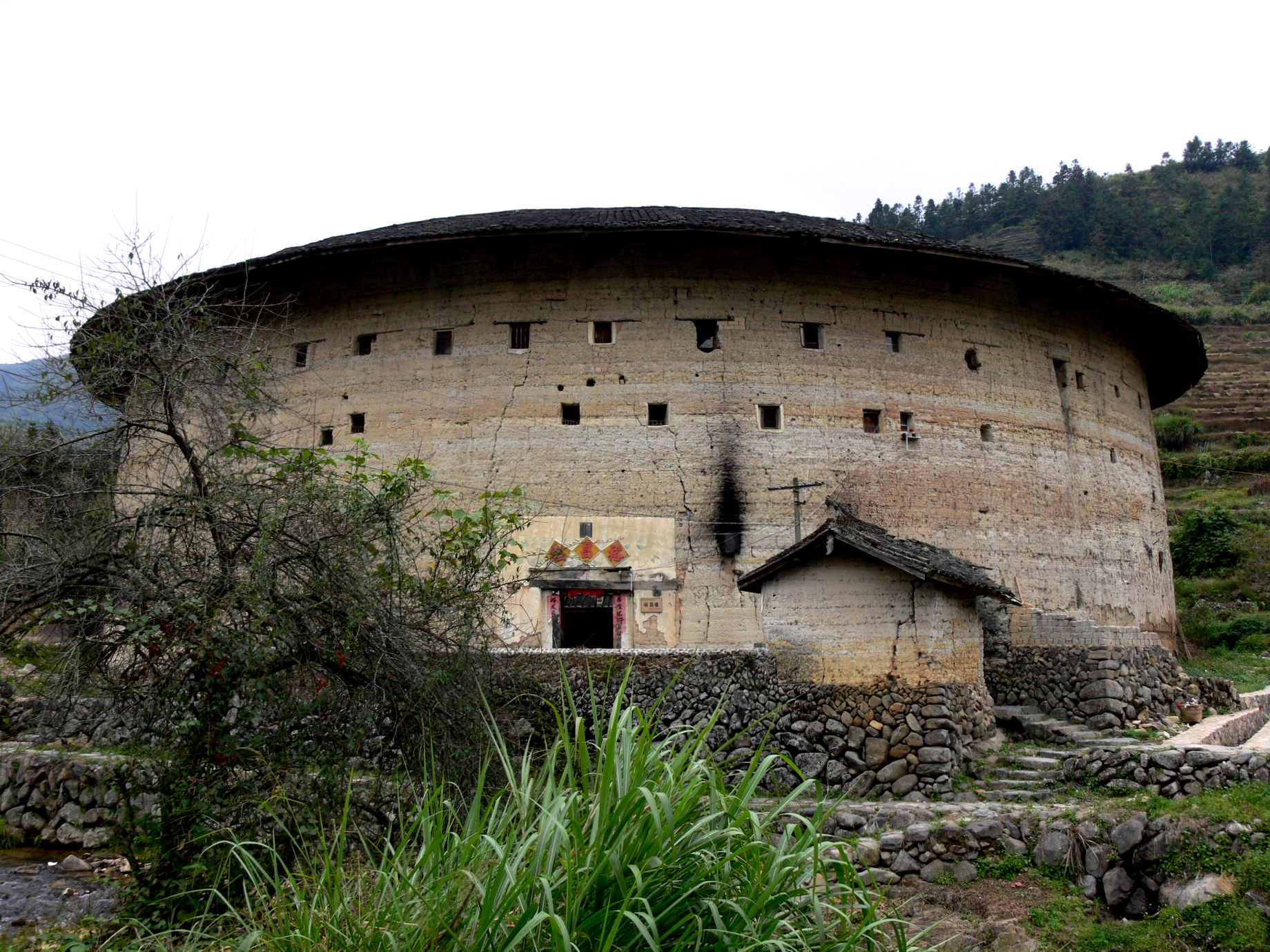
Thổ lâu Dụ Xương
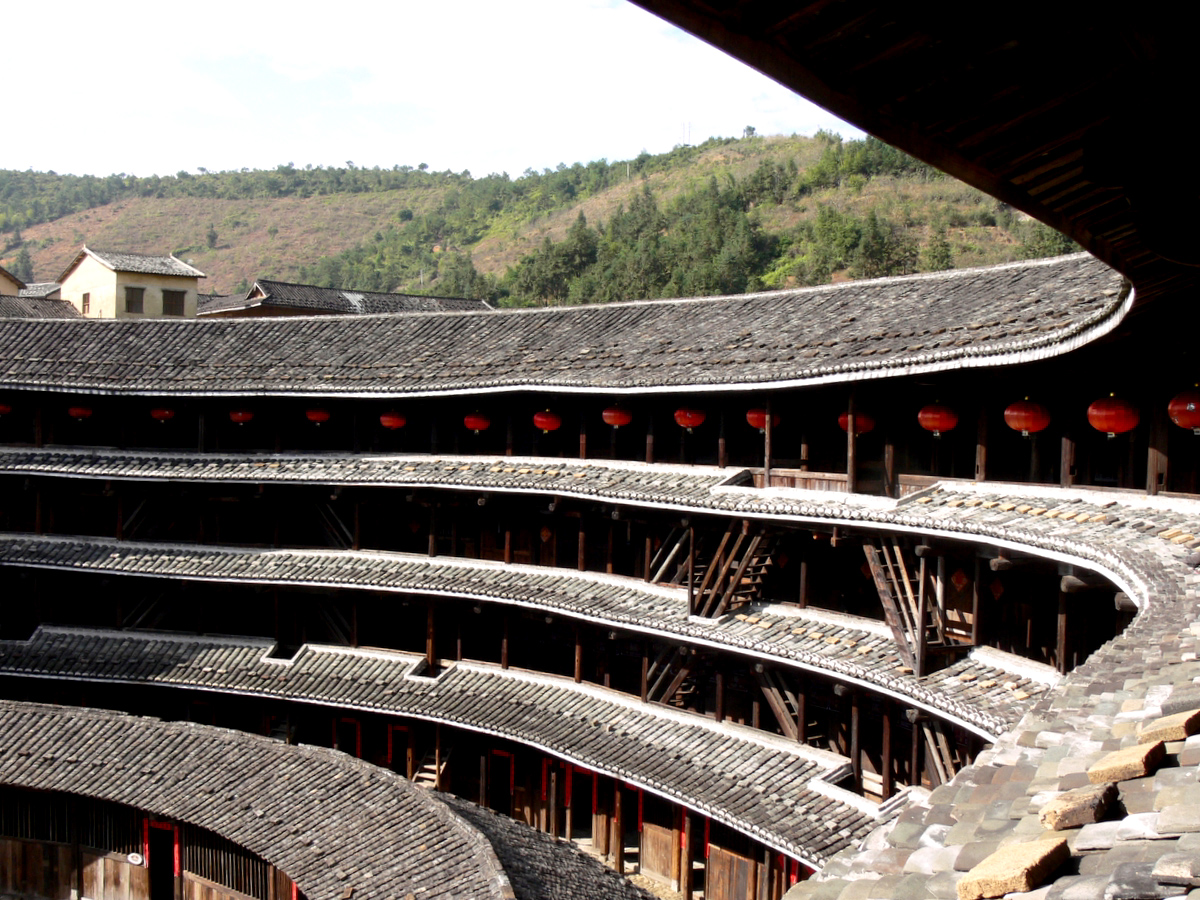
Thổ lâu Tập Khánh
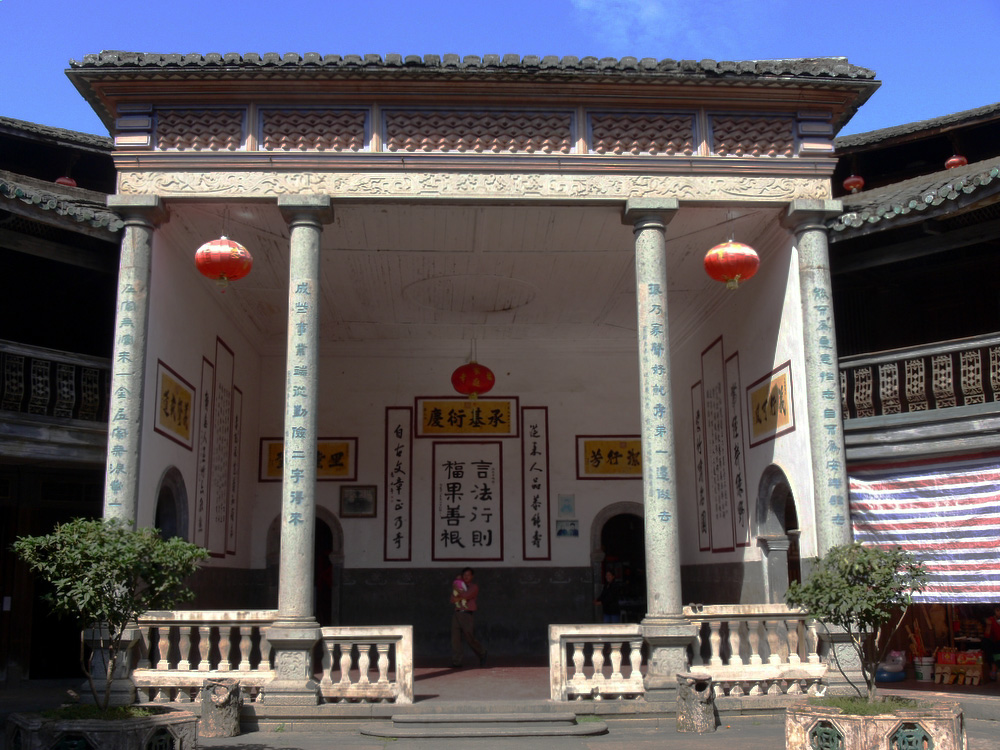
Nơi thờ tổ tiên bên trong thổ lâu Chấn Thành
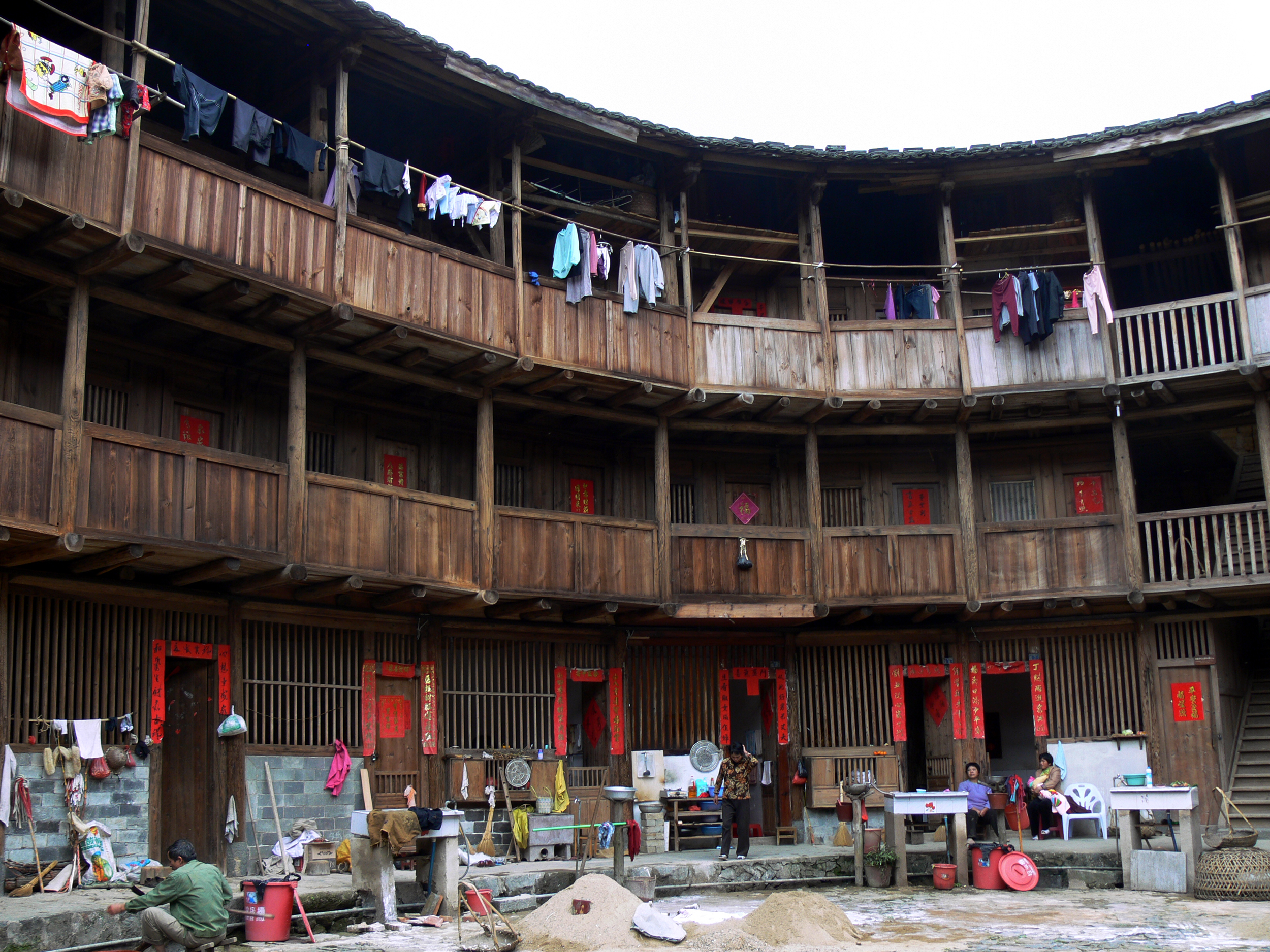
Thổ lâu nhìn từ bên trong
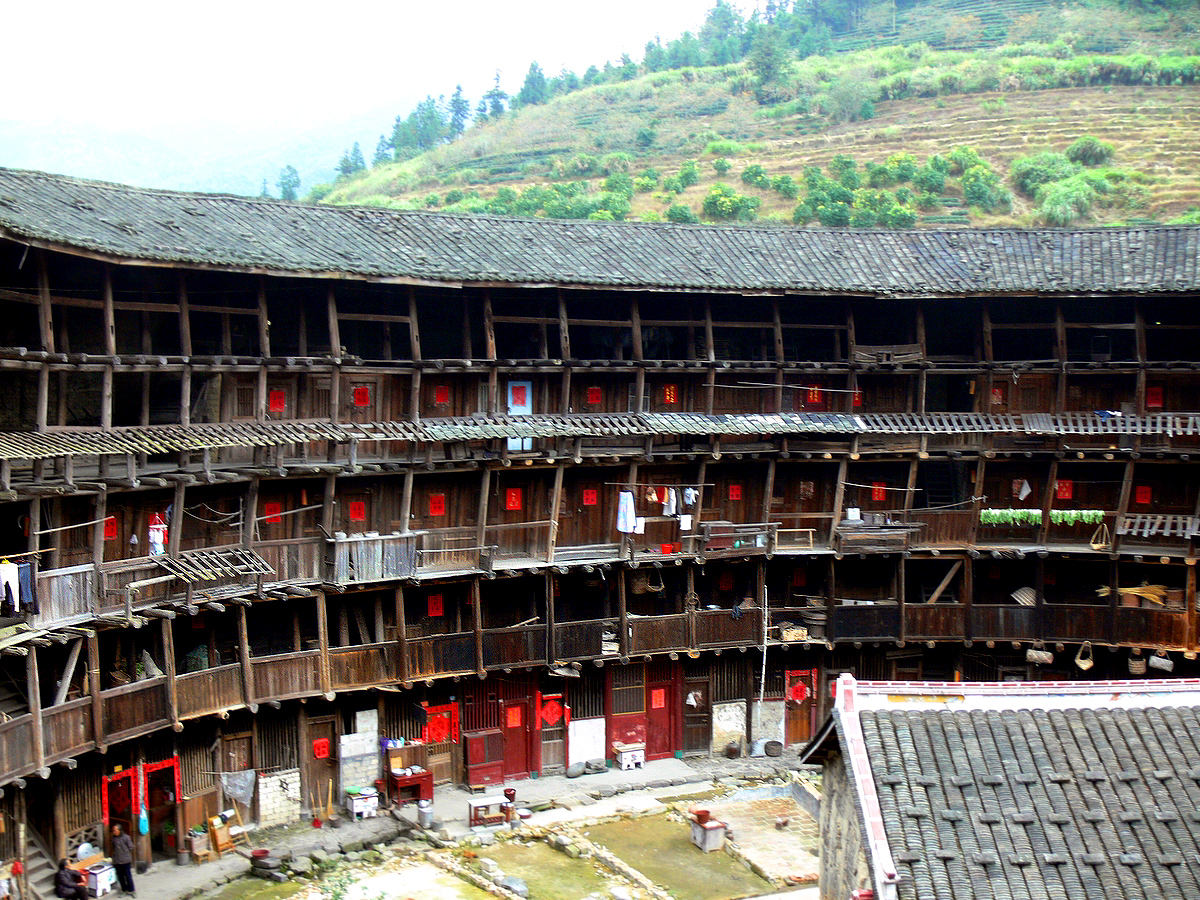
Bên trong thổ lâu Dụ Xương
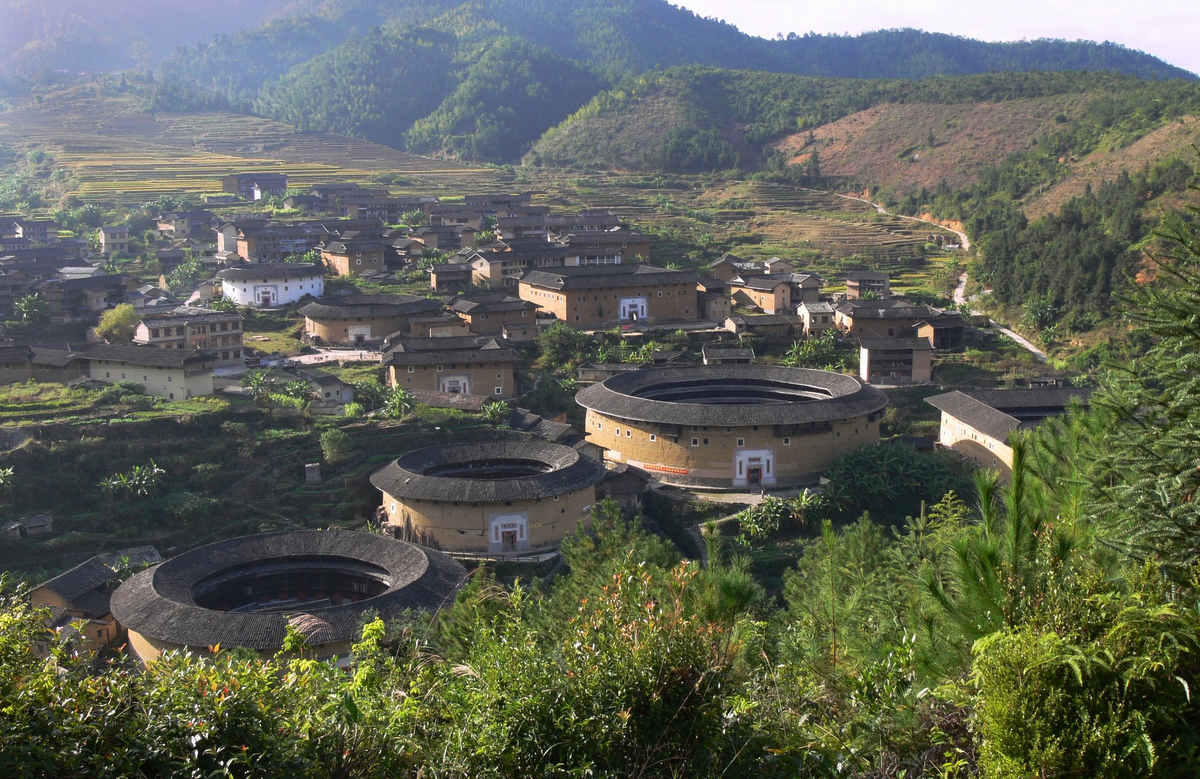
Quần thể thổ lâu Sơ Khê